# Saint-Florent-sur-Cher
 Saint-Florent-sur-Cher  es una población y comuna francesa, situada en la región de  Centro, departamento de Cher, en el distrito de Bourges y cantón de Chârost.

## Demografía
| 5453 | 6408 | 6535 | 7611 | 7358 | 6900 |
| Para los censos de 1962 a 1999 la población legal corresponde a la población sin duplicidades (Fuente: INSEE [Consultar]) |      |      |      |      |      |